# دوري كونغو الديمقراطية الممتاز 2013–14
الدوري الوطني الكونغولي 2013–14 هو الموسم 57 من الدوري الوطني الكونغولي. كان عدد الأندية المشاركة فيه 16، وفاز فيه تي بي مازيمبي.